# Casa de los Atucha
La Casa de los Atucha es una de las pocas viviendas familiares de mediados del siglo XIX aún existentes en el centro histórico de la ciudad de Buenos Aires.
Se encuentra en la calle Suipacha 50, y se trata de una tradicional casa "a la romana", con sus habitaciones distribuidas alrededor de sucesivos patios. Posee una sola planta, pero al fondo de la casa hay una escalera que lleva a un sector donde aun se conservan habitaciones de adobe. Se destaca su fachada de estilo italianizante, con una ornamentación que en la actualidad es excepcional en Buenos Aires, ya que quedan pocos edificios de este tipo en pie.
La casa fue construida para Jorge Atucha y Marcela Lima, y luego habitada por sucesivas generaciones de la familia Atucha (emparentada con los Urquiza Anchorena), tradicionales españoles poseedores de estancias en la provincia de Buenos Aires, hasta mediados del siglo XX inclusive, y conservando su mobiliario original. En ese momento, corrió peligro de demolición para dar lugar a un edificio de oficinas, pero fue salvada y se mantiene en la actualidad. Existe un proyecto para transformarla en un museo, pero hasta la actualidad no se ha podido concretar.
La residencia Atucha fue el lugar elegido para el escritor Marco Denevi para ambientar su cuento Ceremonia secreta, de 1960.